# Saint-Denis-le-Gast
Saint-Denis-le-Gast – miejscowość i gmina we Francji, w regionie Normandia, w departamencie Manche.
Według danych na rok 1990 gminę zamieszkiwało 546 osób, a gęstość zaludnienia wynosiła 33 osoby/km² (wśród 1815 gmin Dolnej Normandii Saint-Denis-le-Gast plasuje się na 410. miejscu pod względem liczby ludności, natomiast pod względem powierzchni na miejscu 187.).